# Of Orcs and Men
 (octobre 2019).
Si vous disposez d'ouvrages ou d'articles de référence ou si vous connaissez des sites web de qualité traitant du thème abordé ici, merci de compléter l'article en donnant les références utiles à sa vérifiabilité et en les liant à la section « Notes et références ».
Of Orcs and Men est un jeu vidéo de rôle développé par Cyanide Studio et Spiders et édité par Focus Home Interactive sorti sur Xbox 360, PlayStation 3 et sur ordinateurs personnels en 2012.

## Système de jeu
Of Orcs and Men est un jeu de rôle dans lequel le joueur incarne un orc et un gobelin, des créatures plus souvent combattues que dirigées dans les jeux vidéo. Les deux personnages sont joués en même temps lors de la majorité de l'aventure, avec la possibilité de basculer de l'un à l'autre à tout moment. Un système de pause active donne la possibilité de programmer quatre actions pour chacun des personnages ce qui permet d'établir une stratégie. Le joueur n'est vaincu que lorsque les deux personnages sont au sol en même temps. Les combats permettent d'acquérir de l'expérience et de gagner des niveaux, chaque niveau offrant aux deux personnages un point de caractéristique que le joueur est libre d'attribuer à l'une des quatre catégories suivantes : force, agilité, endurance et esprit. De celles-ci découlent huit caractéristiques concrètes tels le nombre de point de vie ou la capacité à engendrer des dégâts. Les caractéristiques peuvent également être améliorées grâce à l'équipement. Les gains de niveaux octroient également des points de compétences, chacun des deux personnages ayant des compétences propres qu'ils peuvent acquérir ou améliorer. Pour Arkaïl, ces compétences sont classées en trois arbres : la posture offensive, la posture défensive et l'interaction avec Styx. Ce dernier, outre l'arbre d'interaction, peut opter pour le combat au corps à corps grâce à ses couteaux ou bien le combat à distance à base de lancers de dagues. Élément particulier, Styx peut également se camoufler et assassiner furtivement les ennemis qui ne l'ont pas repéré.
Le choix de l'équipement ainsi que son amélioration auprès de forgerons ou de mages Façonneurs est tout aussi important que celui des caractéristiques et des compétences. En plus des nombreuses armes disponibles, les personnages peuvent trouver dans les décors, recevoir de personnages alliés ou vaincus ou encore acheter auprès de marchands des pièces d'équipement pour le corps, les jambes et les bras, ainsi qu'un objet de soutien. Il est à noter que le matériel trouvé tôt dans le jeu n'est pas nécessairement caduc une fois de nouveaux équipements obtenus, d'autant que la possibilité de les améliorer n'est pas disponible dès le début du jeu. Chacun possède ses forces et ses faiblesses. Ainsi Styx pourra remplacer ses vêtements initiaux de Survivant par une armure légère le protégeant efficacement, une tunique des Ecarlates parfaite pour éviter les coups, une tenue d'assassin rendant ses attaques plus efficaces que jamais et une tenue de rituel renforçant sa concentration. Arkaïl quant à lui pourra se protéger grâce à des tenues en cuir clouté et de champion, renforcer son attaque grâce à la tenue de gladiateur et à celle de Berserker ou opter pour un équipement en os sacrés.
Une partie de cet équipement peut être trouvé en explorant les décors, toutefois très restreints, ou en acceptant de mener à bien des quêtes secondaires au fil de l'aventure. Ces quêtes, concentrées dans les deux premiers tiers du jeu, doivent être réalisées en parlant à des personnages non jouables dans les zones de repos. Une fois l'occasion passée, elles ne seront plus disponibles. Le scénario principal est divisé quant à lui en cinq chapitres de longueur inégale.

## Synopsis
L'Empire humain mène depuis des années une guerre sans pitié aux Orcs dans les Terres du Sud en les massacrant ou en les réduisant en esclavage. Ces derniers sont en très mauvaise posture et ne peuvent riposter car l'Empire est protégé par un immense Mur construit par les esclaves. Mais tous les humains n'approuvent pas ce génocide. Barimen, un noble influent, finance et arme secrètement la Résistance dans les sous-terrains de la Tour du haut de laquelle l'Empereur dirige son pays. Il entre en contact avec les Bloodjaws, une unité de guerriers d'élite orcs, et leur propose son aide pour franchir le Mur, rejoindre l'île des Complaintes où l'Empereur s'est rendu pour un sommet diplomatique et l'assassiner. Les récifs protégeant cette île ne pouvant être franchis qu'à l'aide d'un mage, les Bloodjaws doivent d'abord s'infiltrer dans la Tour pour délivrer Arkence, une mage sympathisante de la Résistance. Chacun de leur côté, Arkaïl et trois autres Bloodjaws tentent de franchir le Mur mais seul celui-ci parvient jusqu'à Arkence grâce aux talents de son passeur, Styx. Styx est le seul gobelin doué d'intelligence et il connaît parfaitement le Mur, ses passages secrets et les groupes qui l'arpentent. Ce duo improbable doit affronter les milices et l'armée impériale, les Orcs traîtres ayant rejoint les humains, les gobelins hantant les Entrailles et les égouts et surtout la terrible Inquisition dirigée par l'impitoyable Grand Inquisiteur.

## Personnages

### Arkaïl
Autrefois fils du chef de la tribu du Souffle Rouge, Arkaïl est un puissant guerrier orc faisant désormais partie du groupe d'élite des Bloodjaws. Ces derniers luttent dans les Terres du Sud contre les troupes humaines de l'Empire. Il est connu sous le pseudonyme de « Boucher » depuis un massacre s'étant déroulé à Bay Harbor. Doté d'un grand sens de l'honneur et d'un courage à toute épreuve, ses excès de rage incontrôlés font de lui un adversaire craint, autant par ses ennemis que par ses alliés. Il a également une femme et un fils, bien que l'on en sache peu sur eux.
Dans le jeu, Arkaïl est un combattant efficace au corps à corps, encaissant bien les coups et capable de riposter avec violence. Le joueur doit contrôler son niveau de rage sous peine de perde totalement le contrôle de son personnage qui se mettra à attaquer sans distinction toute personne à portée, Styx y compris. Si cet état peut mettre en fin rapidement à un combat, il laisse en revanche Arkaïl dans une situation de grande fatigue dont les ennemis survivants peuvent profiter.

### Styx
Styx est un Gobelin particulier car, contrairement à ses congénères, il est suffisamment civilisé pour communiquer avec les autres races et faire affaire avec eux, surtout si une grosse somme d'argent est en jeu. C'est un roublard bien établi aux abords du Mur et qui s'est tissé un réseau de relations peu fréquentables mais fort utiles pour qui veut passer la frontière en douce.
En cas de grabuge, Styx peut se débrouiller au corps à corps au moyen d'attaques vives et empoisonnées et en évitant les coups. Il peut être aussi un soutien à distance, envoyant des potions à Arkaïl et des dagues effilées à ses ennemis. Certains ennemis ne pourront être atteints que par lui. Son pouvoir d’invisibilité couplé à ses talents d'assassin peuvent être utilisés par le joueur pour éliminer des adversaires peu vigilants. Certains passages ne sont également accessibles que par sa petite personne.
Styx a fait l'objet de deux spin-off se déroulant avant le jeu et qui lui sont entièrement dédiés : Styx: Master of Shadows et Styx: Shards of Darkness